# Dorcadion zhaisanicum
Dorcadion zhaisanicum är en skalbaggsart som beskrevs av Shapovalov 2007. Dorcadion zhaisanicum ingår i släktet Dorcadion och familjen långhorningar.
Artens utbredningsområde är Kazakstan. Inga underarter finns listade i Catalogue of Life.